# Protection planétaire
Ne doit pas être confondu avec la défense planétaire, qui traite des moyens de protéger la Terre de l'impact des objets géocroiseurs (astéroïde ou comète dont l'orbite est proche de la Terre et qui est susceptible dans le futur de s'écraser à sa surface).

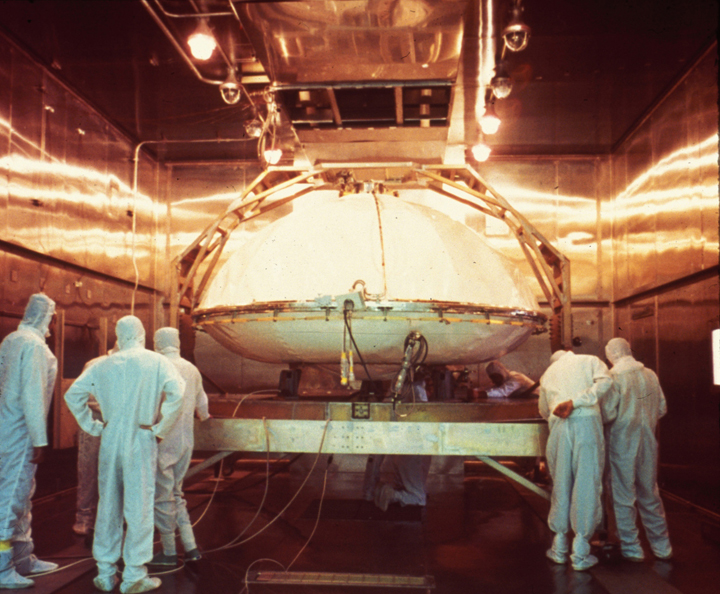
Stérilisation d'un des atterrisseurs du programme Viking.

La protection planétaire est un ensemble de recommandations portant sur les missions spatiales interplanétaires et destinées à empêcher la contamination d'autres planètes par des micro-organismes terrestres afin de ne pas compromettre l'étude scientifique de celles-ci. Les règles de protection planétaire concernent également le retour sur Terre d'échantillons d'autres corps célestes dans le but de ne pas contaminer notre propre planète. Ces règles énoncées par le COSPAR sont régulièrement mises à jour. Elles sont appliquées par les principales agences spatiales impliquées dans l'exploration du système solaire.

## Historique
Lors du 7e congrès de la Fédération internationale d'astronautique à Rome en 1956, avant même le premier vol spatial, le problème de la contamination de la Lune et des planètes par des engins spatiaux est abordée. En 1958 un rapport rédigé par un sous-comité du Conseil international pour la science fournit un guide de conduite relatif à la protection planétaire et recommande que le COSPAR (Comité pour la recherche spatiale), organisme qui vient tout juste d'être créé, prenne en charge la responsabilité de faire appliquer les règles de protection planétaire. Le Comité des utilisations pacifiques de l'espace extra-atmosphérique est créé en décembre 1958 au sein de l'Organisation des Nations unies. En 1964 le COSPAR définit une première série d'objectifs quantitatifs à respecter. Les règles de protection planétaire sont appliquées pour la première fois aux missions lunaires du programme Ranger de la NASA. Ces règles sont formalisées dans l'article IV du Traité sur l'espace extra-atmosphérique rédigé en 1967 et signé notamment par les États-Unis, le Royaume-Uni et l'Union soviétique en 1967 puis la France en 1970. En 1975 les atterrisseurs du programme Viking, dont les instruments doivent rechercher la présence de vie sur Mars, sont entièrement stérilisés avant leur lancement. Les règles de protection planétaire sont modifiées à plusieurs reprises par le COSPAR : notamment en 1984 et en 2003 (création de la catégorie IVc pour certaines missions martiennes).

## Recommandations du COSPAR
Les règles de protection planétaire appliquées dépendent de la nature de la mission spatiale et du corps céleste visé :
- Le risque est considéré comme croissant selon que la sonde spatiale effectue un simple survol du corps planétaire (le risque est alors lié à une éventuelle erreur de navigation qui ferait s'écraser la sonde spatiale), se place en orbite autour de la planète, atterrit mais reste en position fixe, atterrit et se déplace sur la planète.
- Le deuxième critère définit si le corps céleste visé peut être considéré comme plus ou moins favorable à la vie. Les cibles potentielles sont rangées dans trois catégories. 
  - La première contient la Lune, Mercure, Vénus, les astéroïdes non carbonés où la probabilité de survie d'un micro-organisme est très faible.
  - Jupiter, Saturne, Uranus, Neptune, Pluton les comètes et les astéroïdes carbonés sont rangées dans une catégorie intermédiaire.
  - La dernière catégorie regroupe Mars, Europe et Encelade.

Le lieu d'atterrissage vient moduler également le risque selon que la zone d'atterrissage présente un milieu plus ou moins favorable au développement de la vie (présence d'eau, etc.).
Cinq catégories de mission sont identifiées :
| Catégorie | Définition | Type de mission                                  | Corps célestes                                                            | Recommandations |
| --------- | --- | ------------------------------------------------ | ------------------------------------------------------------------------- | --- |
| I         | Mission vers des corps célestes dont les caractéristiques font que la compréhension de l'évolution chimique ou l'évolution de la vie ne présentent pas d’intérêt | Tous types                                       | Lune, Mercure, Vénus, astéroïdes non carbonés                             | Aucune mesure n'est requise |
| II        | Mission vers des corps célestes dont les caractéristiques font que la compréhension de l'évolution chimique ou l'évolution de la vie présentent un intérêt notable mais où la probabilité qu'une contamination par une sonde spatiale puisse nuire aux explorations futures est réduite                     | Tous types                                       | Jupiter, Saturne, Uranus, Neptune, Pluton, comètes et astéroïdes carbonés | - Réduites à la documentation indiquant les sites d'impact potentiels, les stratégies d'impact - Production d'un rapport postérieur à l'impact ou à l’atterrissage permettant de localiser le point d'arrivée |
| III       | Missions de certains types vers des corps célestes dont les caractéristiques font que la compréhension de l'évolution chimique ou l'évolution de la vie présentent un intérêt notable où la probabilité qu'une contamination par une sonde spatiale puisse nuire aux explorations futures est significative | - Survol - Mise en orbite                        | Mars, Europe, Encelade                                                    | - Documentation similaire à la catégorie II - Réduction d'un risque de crash en dessous d'un certain seuil - Intégration dans une salle blanche de la sonde spatiale - Éventuellement limitation du nombre de micro organismes sous un seuil donné - Documentation des composants organiques emportés (ergols, etc.) |
| IV        | Missions de certains types vers des corps célestes dont les caractéristiques font que la compréhension de l'évolution chimique ou l'évolution de la vie présentent un intérêt notable où la probabilité qu'une contamination par une sonde spatiale puisse nuire aux explorations futures est significative | - Sondes atmosphériques - Atterrisseurs - Rovers | Mars, Europe, Encelade                                                    | - Documentation détaillée - Intégration dans une salle blanche de la sonde spatiale avec limitation du nombre de micro-organismes sous un seuil donné - Éventuellement stérilisation complète du vaisseau |
| V         | Toutes les missions ramenant sur Terre un échantillon du sol d'un autre corps céleste. L'objectif est d'éviter la contamination de la Terre par des organismes étrangers | Mission de retour d'échantillons                 | Tous corps célestes                                                       | - Un impact destructif à la surface de la Terre de la capsule de retour doit être évité - L'échantillon doit être ramené dans un container étanche - L'analyse des échantillons doit se faire dans un environnement confiné                                                                                          |

La catégorie IV a été subdivisée par la COSPAR en trois sous-catégories pour les missions martiennes :
- IVa : Engins arrivant sur le sol de Mars ne portant pas d'instruments recherchant des traces de l'existence passée ou présente de vie sur Mars ;
- IVb : Engins arrivant sur le sol de Mars avec des instruments recherchant des traces de l'existence passée ou présente de vie sur Mars ;
- IVc : Missions effectuant des investigations dans des régions de Mars où des organismes terrestres pourraient se multiplier (présence d'eau, etc.).

La catégorie V est subdivisée par la COSPAR en deux sous-catégories : 
- V sans restriction : Missions de retour d'échantillon en provenance de Vénus et de la Lune ou des astéroïdes ;
- V avec restriction : Missions de retour d'échantillon en provenance de Mars, Europe et Encelade.

## Application
Les trois agences spatiales les plus actives dans le domaine de l'exploration du système solaire appliquent les règles définies par le COSPAR : l'agence américaine (NASA), l'agence spatiale européenne (ESA) et l'agence spatiale japonaise (JAXA), qui disposent d'une réglementation interne ou pour l'ESA et la NASA d'un responsable de la protection planétaire. 

### Mission de type survol
Dans le cas d'un engin spatial effectuant un simple survol ou restant en orbite, l'objectif est de réduire la probabilité que celui-ci s'écrase sur un des corps célestes à protéger dans un laps de temps donné après la fin de la mission : par exemple la trajectoire de la sonde spatiale Lucy qui doit survoler des astéroïdes troyens de Jupiter a été calculée de manière qu'elle ne s'écrase ni sur Mars, ni sur Europe (lune de Jupiter) au moins 50 ans après la fin de la mission.

### Assemblage de l'engin spatial
Les mesures de protection planétaires sont particulièrement importantes lors de l'assemblage de l'engin spatial. Les différentes parties de celui-ci sont stérilisés en les plaçant dans une étuve qui les maintient à une température supérieure à 100 °C durant plusieurs heures ou plusieurs jours. L'assemblage de la sonde spatiale est effectué dans une salle blanche dont l'atmosphère est filtrée (par exemple dans le cas de l'atterrisseur Schiaparelli, la salle blanche utilisée comportait 10 000 fois moins de microorganismes que dans l'air ambiant). L'assemblage y est réalisé par un nombre limité de techniciens portant des combinaisons, gants masque et coiffe destinées à éviter qu'ils apportent des contaminants de l'extérieur. Avant de pénétrer dans la salle blanche, les techniciens passent par un sas sous un puissant jet d'air dont le rôle est de chasser les micro-organismes et particules. Les techniciens souffrant d'une maladie (comme un rhume ou une maladie de peau) ne sont pas autorisés à travailler dans la salle blanche. Les techniciens suivent des formations spécifiques pour apprendre à travailler en respectant les procédures de protection planétaire. Durant l'assemblage de l'engin spatial des prélèvements sont effectués quotidiennement à sa surface pour mesurer la quantité de micro-organismes présents,.

### Lanceur
Le lanceur est concerné à deux titres par les mesures de protection planétaire. La coiffe et la partie de l'étage supérieur qui sont en contact avec l'engin spatial sont stérilisés par exemple en nettoyant les surfaces avec de l'alcool isopropylique. Par ailleurs le dernier étage du lanceur est placé sur la même trajectoire que la sonde spatiale et risque pour certaines missions (en particulier celles à destination de Mars) de s'écraser sur la planète. Pour l'éviter, le dernier étage du lanceur place la sonde spatiale sur une trajectoire légèrement différente de celle l'amenant sur Mars. Après son largage, la sonde spatiale corrige sa trajectoire pour se diriger vers Mars. 

### Missions de retour d'échantillon
Pour le programme Apollo des mesures spectaculaires ont été prises pour assurer la protection planétaire de la Terre : les échantillons du sol lunaire ont été initialement manipulés dans un laboratoire protégé le Lunar Receiving Laboratory tandis que les astronautes sont placés en quarantaine à leur retour. Cette dernière mesure sera levée à partir de la mission Apollo 15. Des mesures similaires seront prises pour la mission de retour d'échantillons martiens (Mars Sample Return) élaborées conjointement par la NASA et l'ESA.

## Exemples de classification de missions
| Sonde spatiale            | Date d'arrivée | Planète                                                     | Type de mission                                      | Catégorie          | Remarque |
| ------------------------- | -------------- | ----------------------------------------------------------- | ---------------------------------------------------- | ------------------ | -------- |
| Apollo 15                 | 1971           | Lune                                                        | Mission habitée                                      | V sans restriction |          |
| Apollo 16                 | 1972           | Lune                                                        | Mission habitée                                      | V sans restriction |          |
| Apollo 17                 | 1972           | Lune                                                        | Mission habitée                                      | V sans restriction |          |
| Phoenix                   | 2008           | Mars                                                        | Atterrisseur                                         | IVc                |          |
| Dawn                      | 2009 2011 2015 | Mars Vesta Cérès                                            | Survol Orbiteur                                      | III                |          |
| Mars Science Laboratory   | 2012           | Mars                                                        | Rover                                                | IVa                |          |
| Rosetta                   | 2010 2014      | Astéroïde (21) Lutèce Comète 67P/Tchourioumov-Guérassimenko | Survol Orbiteur                                      | III II             |          |
| MAVEN                     | 2014           | Mars                                                        | Orbiteur                                             | III                |          |
| ExoMars Trace Gas Orbiter | 2015           | Mars                                                        | Orbiteur                                             | III                |          |
| New Horizons              | 2015           | Pluton                                                      | Survol                                               | II                 |          |
| Juno                      | 2016           | Jupiter                                                     | Orbiteur                                             | II                 |          |
| Schiaparelli              | 2016           | Mars                                                        | Atterrisseur                                         | IVa                |          |
| Hayabusa 2                | 2018           | Astéroïde (162173) Ryugu                                    | Mission de retour d'échantillons                     | V sans restriction |          |
| InSight                   | 2019           | Mars                                                        | Atterrisseur                                         | IVa                |          |
| Mars 2020                 | 2021           | Mars                                                        | Rover + préparation mission de retour d'échantillons | V avec restriction |          |
| ExoMars Rover             | 2021           | Mars                                                        | Rover                                                | IVb                |          |